# Młochowský luh
Młochowský luh je přírodní rezervace nacházející se v Polsku, v Mazovském vojvodství, v gmině Nadarzyn, v blízkosti vesnice Krakowiany.
Cílech ochrany je zachování lužních lesů s převahou jasanu a olše se zlomkem dubohabřiny v dolině řeky Utraty.
V dolině řeky Utraty roste olše se sporadickými výskyty jasanu a smrku.
Ve vrstvě podrostu vystupují:
- střemcha obecná
- černý a červený rybíz
- brslen evropský
- jeřáb ptačí
- bez černý
- krušina olšová

V roce 2002 byla vypuštěna do rezervace rodina bobrů čítající 7 jedinců.
Přírodní rezervací vede turistická stezka:
- Żelechów - Młochowský luh - Młochowská dubohabřina - Młochów